# 반응성
화학에서 반응성(反應性, 영어: Reactivity)은 화학 물질이 자체적인 물질 또는 다른 물질과 함께 자극하여 일어나는 화학 반응을 통해 전체적인 에너지를 방출하는 화학적 성질이다.
반응성은 다음을 가리킨다.
- 단일 물질의 화학적 반응
- 2개 이상의 물질이 서로 상호 작용하는 화학적 반응
- 서로 다른 두 종류의 반응에 대한 체계적인 연구
- 모든 종류의 화학 물질의 반응성 연구에 적용되는 방법론
- 이러한 과정을 관찰하는 데에 사용되는 실험적인 방법
- 이러한 과정을 예측하고 설명하기 위한 이론들

단일 물질(반응 물질)의 화학 반응도는 다음과 같은 작용을 포함한다.
- 분해
- 다른 반응 물질 또는 반응 물질의 원자를 추가하여 새로운 물질을 형성함
- 2개 이상의 다른 반응 물질과 상호 작용하여 2개 이상의 물질을 형성함

물질의 화학 반응도는 서로 다른 물질이 반응하는 다양한 상황(온도, 압력, 촉매의 존재를 포함하는 조건)을 다음과 같이 나타낼 수 있다.
- 반응하는 물질의 다양성
- 반응의 평형점 (즉, 모든 반응의 범위)
- 반응 속도

반응도라는 용어는 화학적 안정성과 화학적 호환성의 개념과 관련이 있다.

## 같이 보기
- 촉매 반응
- 금속의 반응성
- 미카엘리스-멘텐 반응속도론
- 유기화학
- 화학 반응속도론